# Veress Zoltán (festő)
Veress Zoltán (Kolozsvár, 1868. január 29. – Budapest, 1935. december 20.) festőművész, Veress Ferenc fényképész fia, Veress Elemér orvos testvére.

## Családja
Apja Veress Ferenc fényképész, feltaláló, anyja Stein Jozefa, öccse Veress Elemér (1876-1959) orvos, festőművész. Felesége Kozma Erzsébet szobrászművész, fia Veress Zoltán mérnök.

## Életútja
Münchenben és Budapesten tanult. 1897-ben elnyerte az Országos Képzőművészeti Társaság díját. Az 1900-ban alakult Erdélyi Szépművészeti Társaság egyik alapító tagja, majd titkára volt. 1901-ben az Erdélyi Múzeumnak adományozta Ámor gyásza című festményét. 1902-től Budapesten élt. Restaurátorként az almakeréki templom, a pécsi és győri székesegyházak, valamint a budapesti Mátyás-templom freskóit javította. 1922-ben jelent meg A képnézés és képalkotás művészete című könyve.

## Műveiből

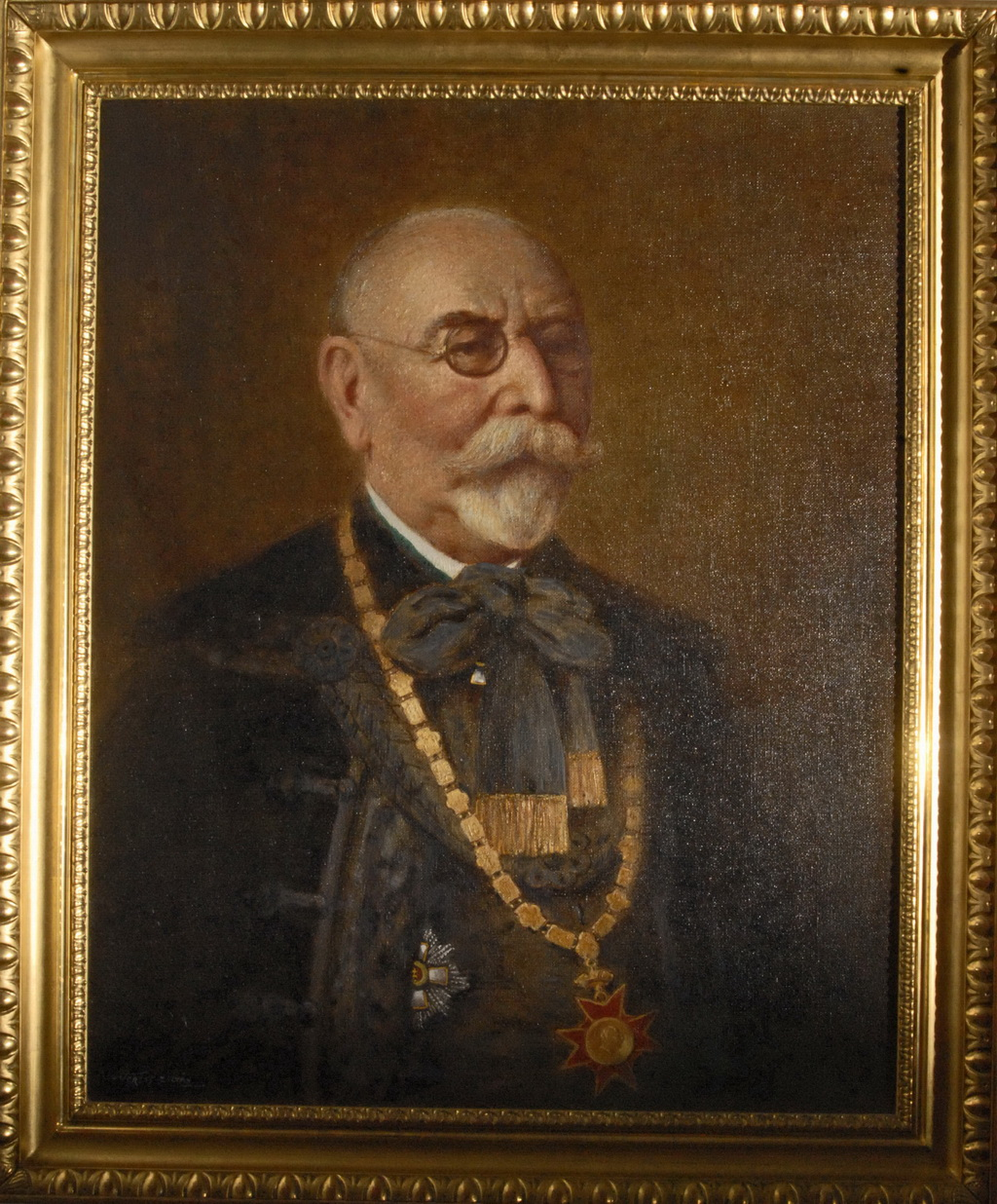
Kenyeres Balázs orvosprofesszor

- Brassai bácsi
- Anya a gyermekkel
- Gyalui lakodalom
- Dóra-patak
- Duna-part [halott link]
- Főző gyermekek
- Három gyermek
- Kalotaszegi leányok
- Kenyeres Balázs portréja
- Kiűzetés a paradicsomból
- Puttók
- Szamarak padja
- Szeplős lány
- Tüzet fúvó fiú
- Puszi [halott link]
- Fürdőző
- Zöld váza virágokkal